# Númenor
J. R. R. Tolkien történeteiben Númenor (más néven: Anadûnê, Nyugathon) a Másodkorban az emberek királysága volt, Középfölde egész történetének egyik leghatalmasabb birodalma. Neve a quenya Númenórë szóból keletkezett, melynek jelentése Nyugathon. Az adûni és a nyugori nyelvek is ebből fordították le a halandó földek legnyugatabbijának nevét.

## Története
|  | Alább a cselekmény részletei következnek! |

### Az Ajándék
Númenor királysága mk. 32-től 3319-ig állt fenn. Az Izzó Harag Háborúja, Morgoth bukása után a valák, a Világ Urai tanácsot tartottak az elkövetkezendő korokról. Ezen a tanácson megadták a beleriandi tündéknek a lehetőséget a Halhatatlanföldre való visszatérésre. A tündék mellett a Hűségesek Három Háza is nagy jutalmat kapott. Eönwë, a maia eljött közéjük, hatalmat és bölcsességet adott kezükbe. Ezen felül Ossë kiemelt a Tengerből egy szigetet, mely közelebb volt Valinorhoz, mint Középföldéhez, ám mégis Arda halandóknak kijelölt részén feküdt. Ezt a földet a valák Andornak, az Ajándék Földjének  nevezték.
Eärendil csillaga mutatta az utat az edánoknak, akik végül is hátrahagyták otthonukat és elhajóztak nyugat felé, útjuk alatt a valák őrködtek fölöttük. Az edánok hajói a másodkor 32. esztendejében kötöttek ki a szigeten ahol létrehozták királyságukat, amely közel 3300 esztendőn keresztül képviselte az emberiség legmagasabb kultúráját. Númenor első királya Elrond testvére Elros lett, aki fivérével ellentétben a halandó létet választotta. Elros királyi neve a quenya Tar-Minyatur lett.

### A Valák Tilalma
A sziget közepén álló hegy, a Meneltarma tetejéről az élesszeműek láthatták a Halhatatlanföld legkeletibb kikötőjét. Ennek ellenére a valák szigorúan megtiltották, hogy a númenori hajósok nyugat felé látótávolságon kívülre hajózzanak, hiszen a Valáknak nem állt hatalmában elvenni az Emberek Ajándékát (vagy az Emberek Átkát), a halandó létet.
Emellett Númenor lakóinak közel háromszor olyan hosszú élet adatott meg, mint más halandóknak, ráadásul betegség sem támadta meg őket. Ők választhatták meg haláluk óráját, amikor is örök álomra szenderültek az általuk kívánt helyen, méltóságban.
Bár a númenoriak nem hajózhattak nyugatra, a tündék azonban gyakran ellátogattak a szigetre, megtanítva annak lakóit a művészetekre, kultúrára.

### Númenor dicsősége
Númenor lakóinak szívében mindig volt némi elégedetlenség a Valák Tilalma miatt, hiszen nem teljesen értették és fogták fel annak okát. Mégis, vágyódásuk ellenére, több évezreden keresztül sem merészelték megszegni ezt a tilalmat.
Nyugat helyett inkább Kelet felé fordultak, tökélyre fejlesztették a hajóépítés mesterségét és a hajózás tudományát. A másodkor 600-as éveiben hajóik elérték Középfölde partjait. A númenoriak telepeket létesítettek Középföldén (Lond Daer, Pelargir, Umbar), és innen kiindulva egyre nagyobb befolyást szereztek a kontinensen. Meghonosították a kultúrát Középfölde lakói között, segítettek elfeledni az Első Kor borzalmait. Középföldén az életkörülmények gyorsan javultak, Númenor pedig egyre csak gazdagodott. Azonban egyetlen númenori sem volt képes sokat időzni Középföldén, hiszen az ő szívük is Nyugatra, hazájukba vágyott. Ráadásul a Homály is sűrűsödött a földrészen, mivel Szauron – a númenoriak térnyerését látva – elkezdte megerősíteni birodalmát, Mordort.

Miután az edánok már bejárták a Kelet, Észak és Dél minden zegét-zugát, az emberek gyarlósága kezdett úrrá lenni rajtuk. Egymás között egyre gyakrabban kérdőjelezték meg a Valák Tilalmának jogszerűségét. A Tilalom ellen először Tar-Atanamir emelt szót, aki kijelentette, hogy az, hogy Elros a halandó létet választotta, még nem jelenti azt, hogy utódait ne illetné meg a halhatatlanság.

### A válság jelei
Tar-Atanamir uralkodása alatt és után egyaránt változás következett be a númenori belpolitikában és külpolitikában. Míg a Másodkor elején a númenoriak tanítóként, jóakaróként jelentek meg Középföldén, addig Atanamir és utódai súlyos adókat vetettek ki Középfölde embereire, elnyomóként viselkedtek velük szemben. Númenor társadalma pedig a Király kijelentésével kettészakadt: a király követőire, és a Hűségesekre. Utóbbiak főleg Númenor nyugati partján telepedtek le, maguk között ápolták a tünde nyelvet, ám az ország más részeiben (az Udvart is beleértve) kezdték elfelejteni az egykor oly nagyra tartott kultúrát.
 Szauron a númenoriak ellenében egyre nagyobb hatalomra tett szert Középföldén. Ekkoriban készítette el az Egy Gyűrűt, ráadásul a Hatalom Gyűrűiből kilencet adott az embereknek, akik között három númenori főúr is volt. Belőlük lettek később a Nazgûlok, vezetőjük, a Boszorkányúr feltehetőleg Elros házának sarja volt.

### Akallabêth
Númenor bukásának jelei akkor mutatkoztak, amikor Ar-Adûnakhôr a nemestünde quenya helyett a helybeli adûni nyelvű uralkodói néven vette át elődjétől Armenelos Jogarát, ezzel szakítva a kétezer-hétszáz éves hagyománnyal. Ráadásul az Adûnakhôr jelentése Nyugat Ura, amely névválasztást sokan igen rossz előjelnek tartották, hiszen ezt a nevet a valákon kívül még senki sem merte felvenni. Ar-Gimilzôr volt az a király, aki elkezdte nyíltan üldözni a Hűségeseket és megbüntette azokat, akik vendégül látták a nyugati kikötőkbe érkező tündéket. Az ő uralkodása alatt Armenelos Fehér Fáját (a tündék ajándékát) nem gondozták, így az sorvadni kezdett, előre jelezve a birodalom sorsát. Némi enyhülést egyedül Ar-Inziladûn trónra lépése jelentett, aki – megbánva elődeinek bűneit – Tar-Palantirra változtatta nevét az ősi hagyományok szerint.
Ám az ő uralkodása sem tartott örökké. Utódja nem a mindenkori király egyenes ági leszármazottja volt: Pharazôn, aki Palantir lányának, Mírielnek (egyébként Pharazôn unokahúga) feleségül vételével tartott jogot Armenelos Jogarára. Ezt meg is kapta, a trónt Ar-Pharazôn néven foglalta el. Személyében jelent meg Númenor királyainak leggőgösebbje, leghatalmasabbja, aki az egész világot uralni akarta. Ekkorra Szauron már hatalmas erővé lett Középföldén és kikiáltotta magát az Emberek Urának. Ez a lépése magára haragította Pharazônt, aki óriási sereget szerelt föl és megindult Középfölde ellen. Szauron ekkora hatalomnak ekkor még nem tudott ellenállni, kénytelen volt behódolni. Őt magát fogolyként Númenorba szállították.
 Szauron hatalma ahhoz azonban elég nagy volt, hogy a királyt az ujjai köré csavarja. Hamarosan övé lett a legnagyobb szó a király Tanácsában. Sikerült azt is elérnie, hogy a Meneltarma tetején oltárt emeljenek és áldozzanak Melkornak. Legelső áldozatként maga Szauron égette el a Nimloth, a Fehér fa kiszáradt maradványait. A maia azt hazudta Pharazônnak, hogy az, aki a Halhatatlanföldet birtokolja örökéletűvé válik és hogy a Tilalom csupán a valák gőgje. Ezen szavak hatására Arany Ar-Pharazôn minden idők legnagyobb seregét szerelte föl, és fölkészült, hogy megostromolja Valinort. Azonban abban a pillanatban, hogy csapatai partra szálltak Halhatatlanföldön, a valák felhagytak Valinor őrzésével, és Ilúvatarhoz fordultak segítségért. Ilúvatar pedig kiemelte Amant a világból, Ardát gömbbé formálta, Númenort pedig elpusztította a körülötte lévő tenger.

### A Hűségesek királyságai
A Hűségesek vezetője, Amandil azonban még időben felismerte a veszélyt, ezért azt parancsolta fiának, hogy titokban készítsen fel csapatot, amivel időben elhagyhatják Númenort. Amandil fiát Elendilnek hívták, az ő fiai pedig Isildur és Anárion voltak. A megmaradt hűségesek csapatával Númenor bukása előtt ők keltek át a Tengeren kelet felé, Isildurnak pedig sikerült a Nimloth egy palántáját megmentenie a pusztulástól.

A Középföldén partot érő Elendil első szavai ezek voltak:
„Et Eärello Endorenna utúlien. Sinome maruvan ar Hildinyar tenn' Ambar-metta!”
„A Nagy Tengerről Középföldére értem. Itt lészen a lakóhelyem, nékem és utódaimnak, az Idők végezetéig.”
Elendil és fiai királyságokat alapítottak Északon és Délen. Az Északi Királyságot Arnornak hívták, királya Elendil lett. Délen Gondort hozták létre, királyai – megosztva – Isildur és Anárion lettek. Isildur otthonának a Minas Ithilt (később Minas Morgul) választotta, Anárion pedig Minas Anorban (később Minas Tirith) alapította meg udvarát. Ketten együtt a két város között félúton lévő Osgiliathban kormányoztak.
A középföldi királyságok története pedig már inkább a harmadkor témája. A númenoriak vére azonban tovább élt Középföldén, főként a királyi házak vérvonalában. A gondori és arnori királyok bukása után pedig az északi kószák népében, a dúnadánokban élt tovább Númenor dicsősége egészen addig, míg Aragornt, a dúnadánok vezérét, Isildur egyenes ági leszármazottját királlyá nem koronázták a harmadkor 3019. esztendejében, május első napján.
Tolkien történetei Elessar Telcontar százhúsz évnyi uralkodásával érnek véget.
|  | Itt a vége a cselekmény részletezésének! |

## Földrajza
Númenor szigete a Nyugati Tenger közepén helyezkedett el. A sziget alakja ötágú csillaghoz hasonló, és a valák gondoskodtak arról, hogy ezen ágak olyan részekre osszák Nyugathont, amelyek a legkülönfélébb állat- és növényfajoknak, geológiai formáknak adnak otthont. Ezen jellemzők alapján Númenor szigetét hat részre osztották:
- Forostar (Észak): A legridegebb terület. Sziklás, köves talaj jellemzi, fák nem nagyon nőnek. Terméketlen vidék.
- Andustar (Nyugat): Északi része szintén sziklás, Dél felé azonban felettébb termékeny. Eldanna öble esőben gazdag, meleg vidék.
- Hyarnustar (délnyugat): Nyugati része sziklás, azonban Keleten hatalmas szőlőföldeket telepítettek a helyiek.
- Hyarrostar (délkelet): Fás vidék, Tar-Aldarion idejében nagy mértékben használták föl a laurinquë nevű fát hajóépítésre.
- Orrostar (Kelet): Hűvös klímájú terület, mely védve volt az erős északkeleti szelektől. Ezáltal gabonatermesztésre kiváló vidék.
- Mittalmar (Középső rész): Ezen a területen volt a legnagyobb a népességkoncentráció. Itt található a főváros, Armenelos, mely közigazgatási, kulturális és szakrális központ is egyben.

A sziget közepén állt a Meneltarma, egy hatalmas hegy, melynek csúcsát Erunak szentelték. Númenor királyán kívül senki nem szólalhatott meg a hegy tetején. A Király is csak évente háromszor imádkozott Eruhoz: Erukyermë (a tavasz kezdete), Erulaitalë (Nyárközép napja) és Eruhantalë (az ősz vége) napján A hegy tetejére kanyargós, hosszú út vezetett, ezen ünnepnapok kivételével bárki szabadon látogathatta a Meneltarmát.